# 영기준예산제도
영기준예산제도(零基準豫算制度, Zero-based budgeting)는 예산을 편성할 때 전년도 예산에 기초하지 않고 영(0)을 기준으로 원점에서 재검토한 뒤 예산을 편성하는 방법이다. 1970년대 미국에서 기존의 점증주의 예산제도를 비판하며 개발된 예산 제도이다. 보통 영어 명칭의 앞글자를 따서 ZBB라고 일컬어진다.

## 역사
미국의 피터 파이흐(Peter A. Pyhrr)에 의해 개발되었다. 1970년 파이흐가 텍사스 인스트루먼트에서 회계 관리자로 근무하면서, 회사의 재정 효율화를 위해 도입하여 효과를 본 것이 그 시초라 할 수 있다. 파이흐는 제도가 효과를 보자 1970년 《하버드 비즈니스 리뷰》지에 짧은 논문을 기고하고, 1973년에는 내용을 덧붙여 책으로 출간하였다. 당시, 조지아 주지사로 있던 지미 카터가 파이흐의 논문을 읽고 조지아 주에 이 제도를 도입할 것을 결심하고 파이흐를 등용하였다. 카터는 1973년 회계연도부터 영기준예산제도를 적용해 좋은 성과를 얻어 내었다.
당시 미국은 석유 파동을 겪으며 감축관리에 대한 관심이 커졌는데, 이러한 시대적 요구에 부응하는 제도가 영기준예산제도였다. 이러한 배경과 조지아 주에서의 성공이 맞물려 이후 여러 정부기관과 사기업이 이 제도를 도입하게 되었다.
1977년 대통령에 당선된 카터는 영기준예산제도의 적용을 골자로 한 「정부경제와 지출개혁법」(Government Economy and Spending Reform Act)을 의회에서 통과시키고, 미국 관리예산실에 지시해 연방정부와 중앙행정기관에 영기준예산제도를 적용하였다. 이에 따라 1979년도부터 연방정부 예산이 영기준예산제도에 의하여 편성하게 되었다. 이후 1981년 로널드 레이건 행정부의 출범과 함께 연방정부에서의 영기준예산제도는 폐지되었다.
대한민국에서는 1983년에 처음으로 영기준예산제도를 시도하였다.

## 내용
영기준예산제도는 영(0), 즉 원점에서 출발하여 예산요구액 하나하나에 대해 타당한 근거를 요구하는 관점에 기초한다. 즉, 기존에 진행되던 사업과 신규 사업을 구분하지 않고 모든 사업을 분석해 우선순위를 매기고 그 순위에 따라 예산을 편성하는 것이다.
예산 편성은 기본적으로 세 단계를 거치는데, 이는 다음과 같다.
- 결정단위 설정
  - 활동이나 단위사업과 같은 예산운영의 의미 있는 최소 단위를 설정하는 단계이다.[6]
- 결정항목(decision package) 작성
  - 사업을 어느 수준으로 수행하는 것이 가장 바람직한가를 결정하는 단계이다. 즉, 사업의 규모를 축소할 것인가, 유지할 것인가, 확대할 것인가를 결정하는 단계이다.[5]
  - 이미 진행되고 있는 사업일지라도 신규 사업과 똑같이 평가 과정을 거친다.
- 우선순위 결정
  - 결정항목들을 평가하고 우선순위를 결정해 예산요구액을 도출하는 단계이다.[6]

이러한 일련의 과정은 모두 상향식(bottom-up)으로 이루어진다. 결정단위가 설정되면 하위 단위는 결정항목을 작성한다. 이 결정항목을 중간관리자가 재검토하고, 이는 최고관리자에게까지 올라간다. 최고관리자는 거시적인 안목에서 최종적으로 결정항목을 검토하고, 우선순위를 결정해 이에 따라 예산요구액을 도출한다.

### 장점
- 한 번 책정된 예산이 줄어들지 않는 폐단을 방지할 수 있다. 즉, 예산의 비대화 및 방만화를 방지한다.[7]
- 우선순위에 따라서 예산이 편성되므로 예산의 낭비를 막을 수 있다.[8]
- 우선순위의 평가, 결정에 따라 보다 급한 순위사업에 재원배정이 가능하므로 탄력적인 재정운영이 가능하다.[8]
- 하위 계층부터 상위 계층까지 모든 계층의 관리자들을 폭넓게 참여시키는 민주적 예산 편성이 가능하다.[5]
- 계속사업도 신규사업과 동등한 입장에서 경합적(競合的)으로 자원배분이 이루어져 기득권이나 관습에 사로잡히지 않는다.[9]

### 단점
- 작성해야 할 서류가 많고 적용에 많은 시간이 필요하다.[7]
- 대체로 기존 사업을 관리하는 데에 주력하기 때문에, 새로운 사업을 개발하는 데는 소홀하기 쉽다.[5]
- 경직성 경비가 많을 경우 효용성이 떨어진다.[5]
- 사업의 빈번한 변경은 오히려 더 많은 비용을 초래할 수 있다.[5]
- 예산 결정에 작용하는 다른 요인(정치적 요인 등)을 간과할 소지가 있다.[5]
- 우선순위의 결정은 가치판단을 필요로 하는 것이 많기 때문에 객관적으로 이루어지기 어렵다.[5]
- 장기적인 목표가 경시될 수 있다.[1]

## 의의 및 평가
기존의 점증적 예산편성 방식의 폐단을 극복한 예산제도라고 평가받는다. 그러나 자체적으로 많은 단점을 가지고 있어, 기존 방식을 전면 대체하기는 어렵고 이를 보완하는 제도로 평가받는다.

## 같이 보기
- 시민참여형예산

### 내용주
1. ↑  이보다 먼저인 1962년 미국 농무부에서 이 제도를 시도한 전례가 있으나 성공하진 못하였다.[1]

### 참조주
1. 1 2 3 4  최근열, 영기준예산제[깨진 링크(과거 내용 찾기)] 《행정학전자사전》. 한국행정학회
2. ↑  Peter A. Pyhrr, 〈Zero-base budgeting〉. 《Harvard Business Review》 November/December 1970, Vol.48 No.6 pp.111-121.
3. ↑  Peter A. Pyhrr (1973). 《Zero-base Budgeting: A Practical Management Tool for Evaluating Expenses》. Wiley. ISBN 978-0-471-03721-7.
4. ↑  Pyhrr, Peter A. "The Zero-Base Approach To Government Budgeting." PUBLIC ADMINISTRATION REVIEW, Jan. 1977.
5. 1 2 3 4 5 6 7 8 9 10  행정학용어 표준화연구회, 영기준예산 제도 《이해하기 쉽게 쓴 행정학용어사전》. 새정보미디어
6. 1 2 3 4  신현기·박억종·안성률·남재성·이상열, 영기준 예산제도 《경찰학사전》. 법문사
7. 1 2  영기준예산법 매일경제
8. 1 2  pmg 지식엔진연구소, 영기준예산제도 《시사상식사전》. 박문각
9. ↑  제로베이스 예산 《한경 경제용어사전》. 한국경제신문